# KIPPO
『KIPPO』（キッポ）は、田中宏による日本の漫画作品。 『BADBOYS』『BADBOYS グレアー』の続編で、2008年から『ヤングキング』（少年画報社）に不定期掲載された後、『ヤングマガジン』（講談社）での『女神の鬼』連載終了を受け、『ヤングキング』2014年18号から定期連載が始まった。キッポとは広島弁で「あとに残る小さな傷」のことを意味する。
広島市を舞台に前2作の登場人物と『BADBOYS』の息子世代が入り乱れる群像劇で、関連作品である『女神の鬼』『莫逆家族』のキャラクターも登場する。長い休載期間を置いたことから、単行本第1巻に収録された話は2008年、第2巻以降は7年後の2015年を舞台とし、単行本18巻からは更に時間が経過し2018年となっている。

## あらすじ
2000年代後半以降の広島市は暴走族も暴力団もほぼ壊滅状態となり、「極楽蝶」「陴威窠斗」「廣島Night's」が暴走族TOP3と呼ばれていた1990年代前半、第二次廣島連合が暴走族やチーマーの統一を成し遂げた1990年代後半は、既に遠い過去の話となった。当時の不良少年たちはみな青年を経て中年となり、それぞれの人生を歩みながら今も「ファミリー」として家族ぐるみの付き合いを続けていた。
桐木司の息子・久司はファミリー内の諍いで白石要に刺され命を落としたが、幽霊として現世にとどまり、ファミリーに起こる事件を見守り時に手助けしていた。段野とヒロそれぞれの過去の傷の清算、銀次郎と父・金次郎の再会、司の復讐未遂と松尾安三の消滅を経て、久司は現世に存在しながら誰にも姿が見えなくなり自らの成仏の時を予感するようになる。
松尾安三に取り憑かれて彩らを殺そうとし、ファミリーを離れ広島から去ったイチローだったが、松尾の後遺症で人格が大きく変わってしまい荒みきった生活を送るようになっていた。ファミリーは自分たちではイチローを更生させられないと判断し、かつて広島の不良少年の間で囁かれていた収容施設「鎖国島」の噂を頼る。前田梅の仲介を得て、鎖国島と縁のある猫ヶ丘島にて実際に対面した鎖国島の面々は、禍々しい気を放ちながらも好漢ばかりでイチロー達とすぐに打ち解け、イチローと白石親子は鎖国島へ入るかわりに猫ヶ丘島への移住を決意した。

## 登場人物

### 久司世代
桐木 久司（きりき きゅうじ）
本作のナビゲーター。司の一人息子。髪を赤く染めピアスを複数つけているが、ヤンキーとは程遠い優しく大人しい性格をしており、ファミリーの皆から愛されている。
2008年、溜まり場を占拠しようとした犯人を探せとイチローに依頼されたことで、イチローらがファミリーに入るきっかけを作った。その後加治屋と要の諍いに巻き込まれ命を落としたが、自分が死んだと気付くより先に幽霊として復活。7年経った2015年にも現世にとどまり続けており、普段は彩の傍につきながら、ファミリーに事件が起こると手助けに奔走している。ファミリーの人間以外には姿は見えず声も聞こえず、現世の物は全て体を通り抜けてしまうが、一瞬だけなら自分の意志で物を触ることができる。
2015年、昇喜郎の力を借りて司の復讐を止め松尾安三を消滅させたことで成仏したかに見えたが、ファミリーの人間にも姿が見えなくなってしまっただけでそれ以外は以前と変わっていない。
大友 彩（おおとも あや）
勝恋と津紀子の娘。勝将の異母妹、銀次郎の異父妹にあたる。生まれた時からファミリーの皆に愛されているアイドル的存在。年齢は2008年に小学生、2015年に高校生、2018年に大学生。
思春期までは、ファミリーからの愛情を実感しながらも、柄が悪く過保護なファミリーの面々に辟易し反抗していた。子供のころから久司に想いを寄せており、久司が死んだ時には後を追おうとしたこともある。
イチロー / 澤 一郎（さわ いちろう）
黒ヶ丘の不良少年。幼いころから両親の仲が悪く、離婚し母子家庭になった後も母が自分を顧みようとしなかったため、同じ境遇のトモ・フミヤと三人で非行に走り周囲に悪名が知れ渡っていた。
2008年、溜まり場にしていた場所へファミリーが彩の運動会の観戦に来たことがきっかけで、家族の愛情に触れ三人でファミリーの一員となった。ファミリーに入ってから加治屋と縁を切るための金として300万円を要求され、トモとフミヤに秀樹とタツヒロを加えた5人で襲撃し加治屋を刺すも一方的に叩きのめされ、秀樹、タツヒロと共に森本組に監禁されていたところをファミリーのカンパによって助けられた。左の眉根に、初対面時に勝恋に殴られた時についた傷がキッポとして残っている。
その後は「No.9」で美容師として働いているが、2015年も自分を顧みない母親の愛情に飢えており、それに付け込まれる形で松尾安三に取り憑かれ人格が大きく変わった。それによってトモとフミヤを捨て駒にして彩と勝将を殺そうとし、失敗したことで松尾の呪縛からは解放されたが自分のしてしまったことの罪悪感に苦しみ、ファミリーから姿を消した。
その後広島を離れ白石親子と生活を共にしているが、松尾が取り憑いていた後遺症から、衝動を抑えられず人を傷つけることを厭わない荒んだ人間性になってしまっていた。しかしトモとフミヤに再会して黒い気が少し収まり、猫ヶ丘島で鎖国島の島民と交流したことをきっかけに、白石親子と共に猫ヶ丘島へ移り住むことを決意する。
トモ、フミヤ
イチローの親友。少年時代は境遇の似ている者同士常に3人でつるんでいた。2008年の加治屋とのトラブル後、トモは松本泰次（元・極楽蝶八代目メンバー）の経営するつけ麺屋「泰次」、フミヤは鈴木亮介（元・極楽蝶八代目メンバー）の経営するバー「HEITAI'S」で修行に励んでいる。
2008年にイチローが加治屋に監禁された時は助ける金を作るため二人で強盗を働こうとしたり、2015年にイチローを鎖国島に入れる話が出た時は錯乱したイチローに切りつけられながら責めもせず慰めるなど、絆は深い。
段野 秀樹（だんの ひでき）
段野の長男。久司やイチローと同い年で、喧嘩はイチローやタツヒロより強い。父と同じく段野運輸に勤めており、2014年に結婚し翌2015年に長男・秀福が生まれた。
佐藤 タツヒロ（さとう タツヒロ）
ヒロの長男。久司やイチローと同い年で、黒ヶ丘で知られる不良だった。父と同じく女好き。職業はショップ店員。2015年に中村寿雄の娘・花と交際し、花の妊娠をきっかけに結婚の約束を交わした。
岩見 留加（いわみ るか）
岩見エイジの一人娘。久司らと同い年の24歳（2015年時）。結婚前から変わらず夫婦仲がいい両親に憧れ、父エイジのような結婚相手を探そうと躍起になっている。
加治屋（かじや）
森本組のヤクザ。年齢は久司らの2歳上。廣島連合時代の勝将と互いに「ブラザー」と呼び合い遊び相手になっていた近所の小学生で、秀樹やイチローら数人を独りで一方的に叩きのめせるほど喧嘩が強く、少年時代は広島中に悪名を轟かせていた。イチローが不良少年だったころは、組の力をバックにトラブルを片付けるなど面倒を見ていた。
坊主頭で頭と顔に無数の傷痕があり、両肩には骨の手が自分の肩を抱いているような柄の刺青を入れている。子供のころからファミリーの人間と顔見知りで、親の愛情を受けずに育ったことなどから他人の善意を信じない性格になり、ファミリーからは距離を置いていた。2008年の林の放火事件をきっかけにファミリーと交遊を結ぶようになったが、自分と要の諍いで久司が命を落として以来、自責の念から別人のように大人しくなっている。
2015年、イチローを鎖国島に入れるべく昇喜郎らと共に白石の元を訪れ、その時に要と和解した。
白石 要（しらいし かなめ）
白石勇の一人息子で、加治屋と同い歳の不良。父親が幹部だった旧廣島連合に憧れ、自分を村越宏明、加治屋を松尾安三に見立て、伝説の男になろうと加治屋と頻繁に衝突し、また松尾の息子である昇喜郎がファミリーの一員であることに不満を漏らしていた。2008年、昇喜郎だけでなく加治屋もファミリーの一員となったことでファミリーを敵視、加治屋を殺そうとナイフで襲い、割り込んできた久司を誤って刺殺し逮捕された。2015年に刑務所を出所、広島を離れた父らと共に暮らし、猫ヶ丘島へ移住した。
段野 秀源（だんの しゅうげん）
段野の次男、秀樹の弟。県外の大学のラグビー部員として寮生活を送っており、普段は段野家にいない。2008年、中学1年生の時には並外れた体格に成長し、エネルギーを持て余して凶暴になり秀樹の手にすら負えなくなりつつあったが、豊一との出会いを機にラグビーに熱中するようになり更生した。
野村 豊一（のむら ほういち）
段野の親友だった元不良少年の息子。秀源と同級生。大阪出身で関西弁を喋る。ラグビーに真面目に打ち込む模範的なスポーツマンだが、ヤンキーのように気性が激しい一面もある。体格はそれほど大きくない。
2008年、父が少年時代に人を殺したことが周囲に知れ、身を隠すため父の故郷である広島へひとりで転校してきた。大阪にいたころに始めたラグビーを広島でも続け、2015年には大学ラグビー部で秀源と共に寮生活を送っている。
神橋 虎太郎（かんばし こたろう）
神橋の長男。2018年に24歳。ファミリーでは秀樹らの弟分のような立ち位置にいる。

### 秀羽世代
段野 秀羽（だんの ひでは）
段野の長女で末娘。2015年に小学生、2018年に14歳。真っ直ぐな性格で気が強い。素顔は父親似で、それを隠すために普段はギャル風のメイクをしている。
2018年、非行に走って夜遊びと朝帰りを繰り返し、母と喧嘩して家出したところを、中原らの犯罪を目撃して口封じに拉致された。それ以来、自分を段野の娘と知りながら気を遣った接し方をしない中原に想いを寄せ、行動を共にするようになる。
神橋 凛（かんばし りん）
神橋の長女。秀羽と同い年で仲が良い。
夏希（なつき）
秀羽と凛の同級生。ふたりに誘われてファミリーに入った。中原の生き別れのひとり娘で、秀羽が中原らに拉致されるまで、本人以外誰もその事実を知らなかった。

### TOP3世代
『BADBOYS』のメインキャラクター。
桐木 司（きりき つかさ）
元・極楽蝶八代目総長。久司の父。酒屋「広島酒店」店主。彩が生まれたころから馴染みの酒屋として大友家に出入りし、ファミリーの飲食店に酒類を卸している。
久司の死から長い時が経ち、田村・新田との関係も改善するなど以前と同じ精神状態に戻ったかに見えていたが、久司を失った悲しみは心を深く蝕み続けていた。2015年、昇喜郎を介して白石親子の居所を突き止め、逃げる要へ復讐しようと街中を追いかけていたが、要に取り憑いた松尾安三が消滅し久司の姿が誰にも見えなくなったことで復讐心が消え、再び去っていった白石と要を追うことなくファミリーの元へと戻っていった。その後、可愛い子供や赤ん坊を見るたび夫婦で「久司の生まれ変わりではないか」と喜んでいる。
段野 秀典（だんの ひでのり）
元・陴威窠斗八代目総長。秀樹らの父。実家の運送業「段野運輸」を継ぎ、社長兼長距離トラック運転手として働いている。中年になった後も陴威窠斗の後輩らに慕われ、ファミリーでもリーダー格の立場で動くことが多い。
ヒロ / 佐藤 博衛門尉景元（さとう ひろえもんのじょうかげもと）
元・廣島Night's四代目総長。タツヒロらの父。旧名・杉本博和。エリカと結婚し佐藤家に婿入りする時に、占い好きのエリカの母によって強制的に改名させられた。極度の女好きで、40代を迎えてなお昔と変わらないヤンキーのような性格をしている。
若いころに様々な職を転々としたのち、料理人の道に生き甲斐を見出しキッチン居酒屋「宇宙一」を経営していたが、溝内への暴行が原因で溝内から店への嫌がらせが悪化し、経営がままならなくなり閉店、しばらく定職に就いていなかった。昭信の事件が解決した後で「宇宙一」を再開し、エリカと次男マサヒロと三人で以前のように店を繁盛させている。タツヒロの婚約前後から、体力の低下や薄毛、四十肩などといった老化現象に悩まされるようになった。
高間 数俊（たかま かずとし）
元・陴威窠斗八代目副総長。段野とは中学生時代からの親友で互いに「秀」「数」と呼び合い、共に運転手として段野運輸で働いている。妻・法子との間の一人娘・数子が銀次郎に嫁いだため、銀次郎の舅にあたる。
川中 陽二（かわなか ようじ）
元・極楽蝶八代目幹部。お好み焼き屋「陽ちゃん」店主。若いころから人気店のオーナーとして忙しい毎日を送っているが、貧しく孤独だった子供時代のトラウマもあって家庭を顧みず仕事に没頭し続けており、彩と同い年の息子・太陽が仕事に理解を示し「陽ちゃん」に弟子入りした一方で、妻との折り合いが非常に悪く苦悩している。
中村 寿雄（なかむら ひさお）
元・極楽蝶八代目幹部。極楽蝶に入る前は廣島Night's幹部で、ヒロとは親友同士だった。若い時分は激怒して眼鏡を外すと人格が豹変していたが、中年になってからは外しても変化しなくなっている。フラワーショップ「胡蝶蘭」店主。
妻・花善との間の一人娘・花がタツヒロと交際していることに激怒、父親であるヒロを呼び出して殴り合いの喧嘩にまで発展したが、花の妊娠を知ったタツヒロが喜びの表情を浮かべたのを見て、ヒロと共に号泣しながらふたりの結婚を認めた。
岩見 エイジ（いわみ エイジ）
元・極楽蝶八代目幹部。留加の父。バイクショップNITTAに勤めている。妻・美香は元陴威窠斗八代目メンバーで、少年時代から変わらず仲が良い。
桐木 久美（きりき くみ）
司の妻で久司の母。司と共に広島酒店を切り盛りしている。旧姓・由本。
段野 カオリ（だんの カオリ）
段野の妻。段野との間に秀樹から秀羽まで5人の子供がいる。元・陴威窠斗八代目メンバー。旧姓・中井。
佐藤 エリカ（さとう エリカ）
ヒロの幼馴染で妻。ヒロとの間にタツヒロとマサヒロの二人の息子がいる。マサヒロと共に居酒屋「宇宙一」を手伝っている。
新開 勝也（しんかい かつや）
TOP3時代に短期間結成された「廣島連合」の元幹部。建設作業員として働いており、体には暴走族時代につけられた大きな火傷の痕が残っている。少年時代から人付き合いが苦手で、独身。
互いの仕事中、20数年ぶりに司と偶然再会し、司の自宅で差し向かいで呑んでいるうちに互いの孤独や悲しみを分かち合い、過去の恩讐を超えて友人同士になった。その後、火傷の痕を見て自分を除け者にしようとした同僚と、過去に諍いのあった勤め先の社長を叩きのめし、かつての凶暴性が蘇ったように思えたが、司と共に夜の街をツーリングしているうちに死んだ佐々木俊明の声が聞こえて孤独感が消え、元山やファミリーの同世代に見送られながら警察へ出頭し収監された。
元山（もとやま）
「廣島連合」の元幹部。更生して家族と平穏に暮らしている。司が新開と再会した直後に司と再会、新開が過去に起こしかけた事件について教えた。
江崎（えざき）、森（もり）
「廣島連合」の元幹部。中原と田坂を部下として全国的にあらゆる犯罪を行い、警察から追われている。かつて新開と再会し、勤め先で暴れるようそそのかしたことがあるが、元山が止めたため失敗している。

### 第二次廣島連合世代
『BADBOYS グレアー』のメインキャラクター。
大友 勝将（おおとも かっしょう）
元・廣島連合総長。子供がそのまま大人になったような性格をしている。未婚、独り暮らし。子供のころから巨体・怪力で、暴走車にしがみつき街路樹や街灯にぶつけられても軽傷で済むほど頑丈な体の持ち主。
ファミリーと広島市民球場へ野球観戦に行った時に実母と再会したが、実母の家族に気を遣って再会を喜ぶことはなかった。後に壮吉に仕事の斡旋を頼んでいたシングルマザーと同居し子供も懐いていたが、実は離婚していなかった夫の命令でファミリーを陥れようと接近したと判明し、泣く泣く別れを告げた。
嵜島 昇喜郎（さきじま しょうきろう）
元・廣島連合メンバーで松尾安三の息子。年齢は2015年に36歳。父のヤクザ時代の舎弟だった森本組と少年時代から付き合いがあり、裏社会に絡んだ事件がファミリーに起こると森本組を通じて根回しを行う。
自分の血筋が遠因となって久司が亡くなったショックで生活が荒み、7年経ってなお心の整理がつけられていないため、密かに彩を護衛しながらもファミリーからはやや距離を置いている。2015年、久司の頼みで司に白石親子の居所を伝え、司の復讐を止めると共に要の体から引き離された父・安三を一喝、この世から消滅させた。その後イチローを鎖国島に入れるべく加治屋らと共に猫ヶ丘島へ赴き、曾祖父・松尾永一と初めて対面した。
虎鮫 銀次郎（とらざめ ぎんじろう）
元・陴威窠斗十代目総長で初代総長・虎鮫金次郎の息子。陴威窠斗時代はことあるごとに勝将と衝突していた。12歳年の離れた高間の娘・数子と結婚し、家業の居酒屋「金ちゃん」で共に働いている。
長谷川 壮吉（はせがわ そうきち）
元・廣島連合「ブルービアード」頭。アダルトビデオの制作販売業「青ひげ屋」を経営し、広島の青少年のカリスマ的存在となっている。林の事件の時に店を全焼させられたが多額の保険金によって再建し、余った保険金を被害に遭ったほかのファミリーの店に回していた。
福沢 仁（ふくざわ じん）
元・廣島連合「嚼呪」頭。お好み焼き屋「ちゅーりっぷ」店主。白石勇の甥。
二階堂 剛（にかいどう ごう）
元・陴威窠斗九代目メンバー。バーバーハウス「No.9」の店長美容師。陴威窠斗を広島最大のチームに成長させた段野を慕っており、No.9の店名も自身が九代目メンバーだったことから取っている。No.9にはイチローと、元・陴威窠斗十代目メンバーの宮本勘二郎が勤めている。
林 隆史（はやし たかし）
元・廣島連合メンバー。定職に就かず周囲に数々の不義理を働いているため、ファミリーからは爪弾きにされ久司以外に親しく付き合う人間がいない。
2008年、生活苦に加えて離婚した妻に引き取られた息子に会えないことから精神的に追い詰められ、ファミリーの人間を逆恨みし経営する店に次々と放火。「ちゅーりっぷ」に灯油を撒いた時に、携帯電話に記録されていた自分の帰りを待ちわびる息子のムービーが偶然再生され、加治屋に説得されて改心、警察に出頭して刑務所に収監された。

### その他のファミリー
大友 勝恋（おおとも かつこい）
勝将・彩の実父、銀次郎の義父で、津紀子の現夫。ファミリーの父。銀次郎を勝将と同じく息子として可愛がり、ファミリーの人間の面倒もよく見ている。並外れた巨根の持ち主。熱狂的なカープファン。
大友 津紀子（おおとも つきこ）
銀次郎・彩の実母、勝将の義母で、勝恋の現妻。ファミリーの母。旧姓・虎鮫。年老いてなお勝恋とは非常に仲がいい。
佐藤 エリ伊（さとう エリい）
エリカの母でヒロの姑。占い好きが高じて始めた占い師の仕事が評判となり、数々の資産を築き上げ、ヒロが無職だったころは代わって家族を養っていた。
亡くなって7年経ってなお現世にとどまり続けている久司のことを気にかけている。イチローらと共に猫ヶ丘島で鎖国島の島民と対面した時には、禍々しい気を放ちながら和気藹藹と生活している「鬼」の姿と牛山の言葉に強い興味を抱いていた。
杉本 昭信（すぎもと あきのぶ）
ヒロの弟。幼少期、家族に暴力を振るう酒浸りの父親によって家庭が崩壊したためヒロと生き別れ、広島を離れ大阪に移り住んでから20年近く職を転々とし、犯罪に手を染めていた。左肩に葵と出会った時に負った傷痕が残っている。
溝内殺害の依頼を受け葵と共に訪れた広島でヒロとおよそ30年ぶりに再会し、ヒロと葵に止められる形で仕事に失敗。ヒロに連れられて家族を捨てて逃げた実母の年老いた姿を遠くから見た後、「宇宙一」でエリカの母の手料理を食べ家族の温かさに触れ、事件終息後はファミリーの伝手で県内の田舎へ移住、農業に従事しながら葵の帰りを待っている。
トモカズ / 杉浦 友和（すぎうら ともかず）
フミ / 水戸 富美（みと ふみ）
トモの父親とフミヤの母親。段野らよりも少し年下。TOP3時代、友達にそそのかされたフミが、ヤンキーだったトモカズを足がわりにしようとしたことで出会い、紆余曲折を経て交際するようになった。しかしトモカズの先輩がフミを強姦したことで別れ、その後互いに別の相手と結婚しそれぞれ息子が生まれたが間もなく離婚、ずっとお互いを想い続けていた。2015年に偶然再会し、それがきっかけで再び交際を始めやがて結婚する。
交際を始める前の時期、陴威窠斗の絡んだトラブルの仲裁を総長と知らず段野とカオリに頼んだ縁でふたりと面識があり、ファミリーに入って20数年ぶりに段野と再会し、互いに驚いていた。

### 旧廣島連合世代
1970年代後半に暴走族として活躍していた、TOP3よりも上の世代。
白石 勇（しらいし いさむ）
元・旧廣島連合初代幹部。福沢仁の母方の叔父。息子・要が旧廣島連合に憧れを抱いていることに心を痛め続け、2008年に要が久司を刺殺した時は親子で無理心中を図った。昇喜郎らによって心中が未遂となり要が逮捕・収監された後、広島を去りファミリーの前から姿を消した。
2015年には出所した要とともに暮らしている。司の復讐未遂事件の後はさらに居を移して要、イチローと3人で生活を送り、猫ヶ丘島来訪をきっかけに共に猫ヶ丘島へ移り住んだ。
田村 五郎（たむら ごろう）
元・旧廣島連合初代幹部。バー「レガーメ」を初め様々な飲食店を経営する実業家で、広島の夜の街の大物。
新田 大介（にった だいすけ）
元・旧廣島連合初代幹部。バイクショップ「NITTA」を経営しており、店にはエイジと、元・陴威窠斗九代目メンバーの坂本恭平・大久保一が勤めている。
岩さん / 岩田 章（いわた あきら）
元・極楽蝶初代総長。極楽蝶引退後に警察官となり、長きに亘り交通機動隊員として暴走族の取り締まりにあたっていた。そのため司や勝将らとは少年時代から顔見知りで津紀子の古くからの友人でもあり、ファミリーの一員ではないが久司の姿も見える。
その後捜査一課へ異動、2008年には久司の葬儀に参列し、2015年には昭信の事件の際にファミリーから右堂を引き渡され、白石の頼みでイチローを鎖国島に入れるべく梅とコンタクトを取った。2018年には江崎と森を追跡している。
虎鮫 金次郎（とらざめ きんじろう）
元・陴威窠斗初代総長。津紀子の前夫で銀次郎の実父。1979年、旧廣島連合との抗争で松尾安三の手にかかり、津紀子と赤ん坊だった銀次郎を残してこの世を去った。銀次郎と瓜二つの容貌をしている。
喧嘩した勝恋と津紀子を仲直りさせるためファミリーが広島市民球場で野球観戦していた時、久司と同じく幽霊として突如皆の前に出現。ファミリーと交流して銀次郎・津紀子との再会を喜び、勝恋に感謝の言葉を告げて満足したように成仏した。
松尾 安三（まつお やすぞう）
元・旧廣島連合二代目総長。初代総長の村越宏明と恋人あやを殺害して二代目の座につき、広島中の不良少年に恐れられた。廣島連合を退いた後ヤクザとなって名を馳せ、1990年に抗争で殺害された。昇喜郎の父。
久司らと同じく幽霊となって現世にとどまっている。勝将と彩の魂が無意識に強く働きかけているため大色神社の境内に閉じ込められ続けており、昇喜郎に対しても恐怖を抱いている。
引き寄せられるように神社を訪れたイチローに取り憑くことで神社を飛び出し、自分を苦しめる彩と勝将を殺そうとするも失敗、イチローの体を離れ、新たに取り憑く相手を探して広島の街をさまよっていた。その後要に取り憑きさらなる悪事を働こうとしていたが、久司によって要から引きはがされ昇喜郎から一喝され、この世から消滅した。

### 鎖国島
『女神の鬼』のメインキャラクター。
ギッチョ / 佐川 義（さがわ よし）
元・極楽蝶五代目総長。1983年、中学2年生にして極楽蝶の頭となった後鎖国島へ渡り、以来30年以上島で生活を送っている。極楽蝶を継いだ縁から岩さんと面識があり、梅とも仲がいい。
牛山 玄造（うしやま げんぞう）
元・陴威窠斗初代メンバー。丸坊主で顔中に傷痕がある。生まれつき言語障害を持っておりまともな言葉を喋れないが、鎖国島の島民は全て内容を理解している。
陴威窠斗時代は雛石顕治、小野寺慎と行動を共にしており、無軌道な行動が目立ったため三人揃って破門された。
松尾 永一（まつお えいいち）
鎖国島創設者。松尾安三の祖父、昇喜郎の曾祖父。1979年から長きに亘って鎖国島の管理にあたり、2014年に運営を引き継ぎ引退した。老齢のため体力は大きく衰えているが、外見は鎖国島創設時から全く変わっていない。曾孫・昇喜郎との面識は全くなく、猫ヶ丘島で初めて対面した。

### 陴威窠斗

#### 歴代総長
虎鮫 金次郎（とらざめ きんじろう）
陴威窠斗初代総長。圧倒的なカリスマ性で慕われ、辰波のようなならず者も無条件で従っていた。1979年死去。詳細は#旧廣島連合世代。
堂前 正之介（どうぜん しょうのすけ）
陴威窠斗二代目総長。実直で人当りが良い。多人数相手にひとりで喧嘩していたところを金次郎に助太刀され、その縁で陴威窠斗に入った。
金次郎の死後、一度はチームを解散させたものの、自分たちの居場所を作りたいと津紀子に存続を訴えて、金次郎の生前の遺志に従う形で二代目を襲名。しかし気の優しさから辰波の暴走を抑えられず、美帆に乱入される形で雌雄を決するタイマンに敗れ、チームの今後を直太郎に託して引退した。
引退後は辰波のもとから逃げてきた美帆と静かに暮らしていたが、居場所を突き止めた辰波に美帆を強姦され、辰波を鎖国島へ送ろうとしたが最終的に失敗し、美帆と共に広島から去っていった。
その後東京へ移り住み、複数のお好み焼き屋を経営して成功、直太郎の誘いに応じる形で帰郷し、2015年の陴威窠斗OB会に出席した。妻となった美帆と自分の子として育てた息子は健在で、家族仲も良好という。
辰波 遥（たつなみ はるか）
陴威窠斗三代目総長。誰からも愛情を受けず虐げられて育ち、子供のころから飢えを満たすために犯罪を重ね荒んだ性格となったため、雨宮以外に友人がいない。窃盗の被害者から袋叩きに遭い警察に追われていた時に金次郎に助けられ、その縁で陴威窠斗に入った。
正之介が二代目となったのを不服として孤立し、荒木と渥美を直属の配下に加えながら、「仕事」と称して雨宮と共に窃盗や強盗を行っていた。雨宮の死後チームを分裂させ、正之介とのタイマンに勝って三代目を強奪、陴威窠斗内部の結束と仲間意識を非常に強める一方で、チームぐるみで「仕事」を繰り返すようになる。しかし直太郎に裏切られて警察に追われる身となり、美帆を強姦して正之介に叩きのめされ、鎖国島へ送られそうになったところを逃走、育ての親だった親戚宅から金品と車を強奪し、姿を消した。そのおよそ一年後、バラバラ死体として発見されたと語られている。
雨宮が死んだ後、その孤独を埋めようと美帆に執着し続けていたが、美帆を犯罪に加担させようとはしなかった。
青井 直太郎（あおい なおたろう）
陴威窠斗四代目総長。正之介の一つ年下の親友。怪力で喧嘩も弱くないが気が小さい。正之介と一緒に初代陴威窠斗に加わった。
引退した正之介からチームの今後を託され、三代目となった辰波を追い出すべく「仕事」に参加して信頼を得た後、大仕事の時に裏切り警察に売って総長の座から引きずりおろし、二代目の命を受ける形で四代目の座についた。しかしそのことで荒木と渥美に敵視され、内海からもチームを混乱させ続けた元凶のひとりと見なされ見下されたため、四代目として承認はされたものの、直後から下剋上の対象として命を狙われることとなり、一年間に及ぶ内部抗争「一年戦争」の末に全てを放り出して逃走した。
その後は会社を経営し、2015年の陴威窠斗OB会では当時のことを後輩たちに語って聞かせていた。左目の周りに、辰波を裏切った時に辰波からつけられた傷痕が残っている。
内海 鄭司（うつみ ていじ）
陴威窠斗五代目総長。中学時代から同期の間で飛び抜けた実力を持ち、金次郎に憧れて金次郎亡き後の二代目陴威窠斗に入った。
加入当初から辰波の方針に異を唱えていたため、三代目時代は主流派から距離をとっていた。その後四代目幹部として一年戦争を制して五代目となり、1983年、抗争でこの世を去る（『女神の鬼』）。
下畝 勉（しもうね つとむ）
陴威窠斗七代目総長。内海らより年下だが、金次郎の生前からチームに在籍している。
一年戦争において、総長の座ほしさに内海らを出し抜いて直太郎を倒そうとしたため、チーム内で孤立し虐げられるようになった。それがきっかけで理想の総長となるべく己を鍛えるようになり、やがて六代目副総長を経て望み通り七代目を襲名、チームを広島最大規模にまで成長させた。しかし集会に殴り込みタイマンを挑んできた当時中学生の段野に一方的に敗れ、総長の座を奪われる。
その後、チームを追放されたショックを30年近く引きずり続けていたが、那須に引っ張り出される形で2015年のOB会に出席、後輩や先輩と久しぶりに対面した。
段野 秀典（だんの ひでのり）
陴威窠斗八代目総長。1986年、中学生にして陴威窠斗の頂点に立ち、長きに亘ってチームの黄金時代を築き上げた。下畝のことを、チームから放逐した後も個人的に気にかけていた。詳細は#TOP3世代。
神橋 龍三（かんばし りゅうぞう）
陴威窠斗九代目総長。数千人規模のチームをわずか7名の少数精鋭に作り替え、司から伝説の単車を継承した。長男・虎太郎と長女・凛のふたりの子供がいる。職業は建築会社勤務。
虎鮫 銀次郎（とらざめ きんじろう）
陴威窠斗十代目総長。金次郎の実の息子。陴威窠斗OB会では、居酒屋「金ちゃん」の店主としてホスト役をしている。詳細は#第二次廣島連合世代。

#### メンバー
雨宮 卓馬（あまみや たくま）
辰波の幼馴染みの親友。陴威窠斗加入以前から、常に行動を共にしていた。
二代目時代、孤立した辰波を次期総長にするため津紀子を襲うようそそのかしたが、辰波が罪悪感を抱いたため失敗。かわって自分が襲おうとした現場を直太郎に目撃され、車で振り切った直後に衝突事故で死亡する。
美帆（みほ）
辰波の彼女。友人の紹介で集会に連れてこられたことがきっかけで交際を始め、辰波と正之助のタイマンでは背後から正之介を襲って重傷を負わせ、辰波を総長の座に導いた。しかし犯罪を繰り返す辰波にやがてついていけなくなり、正之介の家に逃げ込みそのまま交際を開始。その事実を知って逆上した辰波に強姦され子を身ごもり、正之介と共に広島を去っていった。
2015年も母子ともに健在で、妻として事業を手伝っていると正之介に語られている。
荒木 健豪（あらき けんごう）
陴威窠斗四代目幹部。街で暴れていたところを辰波にスカウトされ二代目陴威窠斗に加入。三代目時代は辰波の配下として「仕事」を繰り返し、一年戦争では自身の暴力を生かした精鋭揃いの派閥を作り上げたが、内海に敗れて事実上引退する。1983年、鎖国島に送られる。
渥美 政成（あつみ まさなり）
陴威窠斗四代目幹部。荒木の紹介で二代目陴威窠斗に加入。荒木と同じく辰波の下で「仕事」を繰り返し、一年戦争では舎弟に恐怖を植え付けることで巨大な派閥を統制したが、内海に敗れて事実上引退する。1983年、鎖国島に送られる。
那須 一夫（なす かずお）
陴威窠斗五代目副総長。二代目時代からチームのまとめ役をしており、内海加入後は内海の片腕となった。内海の死後、六代目総長となり下畝に敗れてチームを退いたと示唆されている。引退後も下畝と交流がある。勝恋と顔見知り。
中原 亮（なかはら とおる）
元・陴威窠斗九代目メンバー。伝説の単車欲しさに田坂と暴走し、神橋から破門された。第二次廣島連合時代に田坂と共に昇喜郎に殺害されたと思われていたが、瀕死の重傷だったのを刑事から目視で死んだと思われていただけで生存していた。その後結婚しひとり娘・夏希と三人で平穏に暮らしていたが、昇喜郎と偶然再会したことで恐怖とトラウマが蘇り、家族の前から消え、江崎と森の下で犯罪に手を染めるようになる。
田坂（たさか）
元・陴威窠斗九代目メンバー。中原の相棒で同じくチームから破門され、2018年も行動を共にしている。秀羽と同じく口封じに拉致したことがきっかけで交際するようになった、小雪という恋人がいる。

### その他
平 千佳（たいら ちか）
陴威窠斗時代の段野に助けられた少女・松崎千絵の娘。自分が強姦されて生まれた子供であることに苦しみ自暴自棄となり、悪い男に引きずられて犯罪に手を染めさせられ、男に傷を負わせて逃げていた。
母が憧れを抱いていた段野に興味を抱き、段野運輸に押しかけて助手に志願、仕事中に男に連れ戻されそうになったところを段野や高間に救われた。その後運送の仕事を手伝っているうちに精神面が大きく変化、広島に戻ると別人のように明るくなり、迎えに来た千絵と共に家路についた。
男たちはこの後千佳から手を引き、千佳を追っている時に嫌がらせをしたヒロに後日掴まって「宇宙一」へ招待され、昭信と食事を共にしている。
畠山 葵（はたけやま あおい）
昭信の恋人。大阪で重傷を負わされ逃げていた昭信を匿ったことがきっかけで付き合うようになり、やがて結婚の約束を交わした。2度の堕胎経験のため子供ができない体となり、深い心の傷となっている。東京出身、32歳。
溝内殺害の仕事を手伝うため広島を訪れ、母の思いを踏みにじって昭信に逆襲しようとした溝内と、我が子を甘やかしきった溝内の母の姿に逆上して溝内を刺殺、昭信とヒロをかばい全ての罪をかぶって逮捕・収監された。
溝内 昌平（みぞうち しょうへい）
ヒロの店に嫌がらせをしていた酔客。エリカにセクハラをしてヒロに暴力を振るわれたことを逆恨みし、ネットでの誹謗中傷や店舗への悪質な落書きなどで閉店へと追い込んだ。ヒロ以外にも様々な相手に嫌がらせをしていたため、被害者に依頼された昭信に命を狙われ、葵を人質に実家に立て籠もり、命乞いをして一度はヒロと年老いた母親に助けられるも、隙を見て昭信を殺そうとしたため葵に刺殺された。享年39。
右堂（うどう）
大阪のヤクザを通じ、溝内殺害を昭信に持ちかけた依頼人。葵が逮捕された後、広島から逃げ出そうとしたところをファミリーに捕まえられ、警察に引き渡された。
90年代後半、勝将が廣島連合を結成するより前に、暴走族を率いて十代目陴威窠斗との抗争を引き起こしたことがある。
前田 梅（まえだ うめ）
猫ヶ丘島駐在所の警察官。サオリと名付けたラブドールを妻に見立て、またそのほかの家族に見立てた多数のドールに囲まれながら生活を送っている。鎖国島の島民と面識があり、鎖国島の現在を知りたいと接触してきた岩さん達を猫ヶ丘島へ連れて行き、島民の面々と引き会わせた。『莫逆家族』から登場。
井上（いのうえ）
秀源の中学時代の担任教師。父・秀典の中学時代の担任でもあり、豊一の父に柔道を教えていた。
石黒（いしぐろ）
九代目陴威窠斗と同世代の元不良少年。板前として和食料理屋「石黒」を経営している。かつて田坂と中原に恋人との子供を流産させられ、その復讐に二階堂と神橋を襲ったことから、九代目陴威窠斗との間にわだかまりがあった。2018年、中原の事件をきっかけに九代目一同と再会し和解する。妻との間に小さな娘がいる。

## 用語
ファミリー
TOP3世代や廣島連合世代などが家族ぐるみで集まっているグループ。大友勝恋・虎鮫津紀子の結婚と彩の誕生によって廣島連合と十代目陴威窠斗が家族としてまとまり、やがてTOP3世代やその子供たちなども加わるようになった。その規模から「マンモスファミリー」、大友家が中心となっていることから「大友ファミリー」などとも呼ばれる。
特に活動の目的はなく、トラブルがあると互いに助け合ったり、イベントの際には一緒に遊びに出掛けたりしている。かつて借金を踏み倒される事件が頻発したことからファミリー内での金銭の貸し借りは御法度となっており、かわりに誰かが金銭に困った時はファミリー総出でアルバイトに励んでカンパする。
極楽蝶（ごくらくちょう）
1970年代後半に岩田章が結成した暴走族。90年代前半には八代目・桐木司の下、少数精鋭のチームとして広島にその名を轟かせた。
五代目・佐川義（ギッチョ）が陴威窠斗五代目・内海鄭司から受け継いだホンダ・CBX400Fは、司の代までチームに継承されていた。
陴威窠斗（ビイスト）
1970年代後半に虎鮫金次郎が結成した暴走族。結成当初は極楽蝶とライバル関係にあった。
金次郎の死後、二代目・堂前正之介、三代目・辰波遥、四代目・青井直太郎の時代は混乱と迷走を続けていたが、1982年に五代目・内海鄭司が「一年戦争」を勝ち抜いて統一し規模を拡大。1983年に旧廣島連合が解散して以降は七代目・下畝勉のもと広島最大規模のチームに成長し、80年代後半から90年代前半の八代目・段野秀典の時代には、名実ともに広島最大最強のチームとなった。
その後九代目・神橋龍三は一転して実質わずか5名の少数精鋭チームに作り変え、十代目を金次郎の息子である虎鮫銀次郎が継ぎ廣島連合と一体になった。
年に一度、居酒屋「金ちゃん」においてOB会が開かれている。
廣島Night's（ひろしまナイツ）
1980年代前半に小金沢務が結成した暴走族。軟派な雰囲気が特徴で、二代目以降90年代前半の四代目・杉本博和（ヒロ)の時代まで、陴威窠斗に次ぐ規模のチームとして活躍した。
TOP3（トップスリー）
司・段野・ヒロの3人の総称。率いるチームの質と本人たちの戦闘力が当時の暴走族の中でも際立っていたことからそう呼ばれていた。
暴走族を引退してからも長年に亘って頻繁に交流しており、普段は顔を合わせるたびに色々な形で張り合っている。
廣島連合（ひろしまれんごう）
1990年代後半に復活した新たな廣島連合。第二次廣島連合とも呼ばれる。暴走族「蛇道神」、チーマー「ブルービアード」、喧嘩チーム「嚼呪」を傘下に置いた大友勝将が広島統一に乗り出し、勢力を爆発的に拡大。やがて勝将と嵜島昇喜郎の和解、勝恋・津紀子の結婚と彩の誕生を経て、広島の完全統一を成し遂げた。
廣島連合を名乗っているのは、嚼呪の福沢仁らが旧連合の伝説に強い憧れを抱いていたことと、当時勝将が村越宏明の生まれ変わりと言われていたことに由来している。
廣島連合（旧）
1970年代後半に村越宏明が立ち上げた暴走族の連合で、一時は広島の統一を成し遂げた当時最大のチーム。1983年の四代目を最後に解散し、広島の不良少年に伝説として語り継がれていた。
初代総長の村越は恋人あやと共に幹部の松尾安三に殺害され、二代目総長の座についた松尾は後年ヤクザとして出世。1990年、同じくヤクザとなった三代目総長・山方と四代目総長・五島は村越の復讐として松尾を殺害し、二人もその場で射殺された。
山方、五島へと乗り継がれた村越の愛車カワサキ・Z400FXは「伝説の単車」と呼ばれ、TOP3時代には五島から一旦段野に受け継がれた後、司へと譲られた。TOP3時代が終わると暴走族の間で凄惨な争奪戦が繰り広げられるようになったため、司から受け継いだ神橋の意志により解体され、歴代継承者である段野と司、旧連合初代幹部で村越の親友だった白石勇・田村五郎・新田大介らがそれぞれパーツを預かる形で封印された。
90年代前半には佐々木俊明と石本千春が暴走族を束ね、廣島連合の再来を名乗り広島統一に乗り出したが、TOP3に敗れて壊滅しふたりは自ら命を絶った。
鎖国島（さこくじま）
「鬼」と呼ばれる社会不適合者を収容する安芸灘の孤島。松尾永一が不良少年の更生施設として1979年に立ち上げた。開設当初から島民同士の殺し合いが頻発し、1984年には脱走者が広島本土へ上陸する事件も発生していたが、それ以降は平穏・合法的に運営されるようになったため、90年代には都市伝説的に存在が囁かれるだけの忘れられた存在となり、やがて警察も情報収集を止めていた。
古参の島民には昭和50年代の陴威窠斗や旧廣島連合、極楽蝶のメンバーがいる。島で栽培された農作物などを本土に卸して収入を得ているほか、年に1度数日間、島民が猫ヶ丘島へと力仕事のボランティアに出向いてくるのが恒例となっている。「鬼」は性格的には気のいい好人物が多い一方で、一般社会と相容れない禍々しい過去や人間性も持ち合わせている。
松尾は体力の限界により2014年に運営から退いたが、その後も島とは関わりを保っている。松尾は、島に収容される「鬼」はただ周囲を傷つける社会不適合者であるだけでなく、その中でも孤独な人間であると語っている。

## 書誌情報
- 田中宏 『KIPPO』 少年画報社〈ヤングキングコミックス〉、既刊28巻（2025年4月28日現在）
  1. 2012年12月6日発売[2][3]、ISBN 978-4-7859-3976-2
  2. 2015年3月23日発売[4]、ISBN 978-4-7859-5502-1
  3. 2015年8月24日発売[5]、ISBN 978-4-7859-5610-3
  4. 2016年3月28日発売[6]、ISBN 978-4-7859-5736-0
  5. 2016年8月22日発売[7]、ISBN 978-4-7859-5847-3
  6. 2016年12月26日発売[8]、ISBN 978-4-7859-5929-6
  7. 2017年4月24日発売[9]、ISBN 978-4-7859-5999-9
  8. 2017年8月28日発売[10]、ISBN 978-4-7859-6059-9
  9. 2017年12月25日発売[11]、ISBN 978-4-7859-6138-1
  10. 2018年4月23日発売[12]、ISBN 978-4-7859-6194-7
  11. 2018年8月27日発売[13]、ISBN 978-4-7859-6267-8
  12. 2018年12月20日発売[14]、ISBN 978-4-7859-6355-2
  13. 2019年4月22日発売[15]、ISBN 978-4-7859-6424-5
  14. 2019年8月26日発売[16]、ISBN 978-4-7859-6499-3
  15. 2019年12月23日発売[17]、ISBN 978-4-7859-6583-9
  16. 2020年4月27日発売[18]、ISBN 978-4-7859-6657-7
  17. 2020年8月24日発売[19]、ISBN 978-4-7859-6733-8
  18. 2020年12月26日発売[20]、ISBN 978-4-7859-6831-1
  19. 2021年8月23日発売[21][22]、ISBN 978-4-7859-6976-9
  20. 2021年12月27日発売[23]、ISBN 978-4-7859-7056-7
  21. 2022年4月25日発売[24]、ISBN 978-4-7859-7124-3
  22. 2022年8月22日発売[25]、ISBN 978-4-7859-7209-7
  23. 2022年12月26日発売[26]、ISBN 978-4-7859-7296-7
  24. 2023年8月28日発売[27]、ISBN 978-4-7859-7463-3
  25. 2023年12月25日発売[28]、ISBN 978-4-7859-7561-6
  26. 2024年4月22日発売[29]、ISBN 978-4-7859-7639-2
  27. 2024年8月26日発売[30]、ISBN 978-4-7859-7745-0
  28. 2025年4月28日発売[31]、ISBN 978-4-7859-7916-4